# Eau précieuse

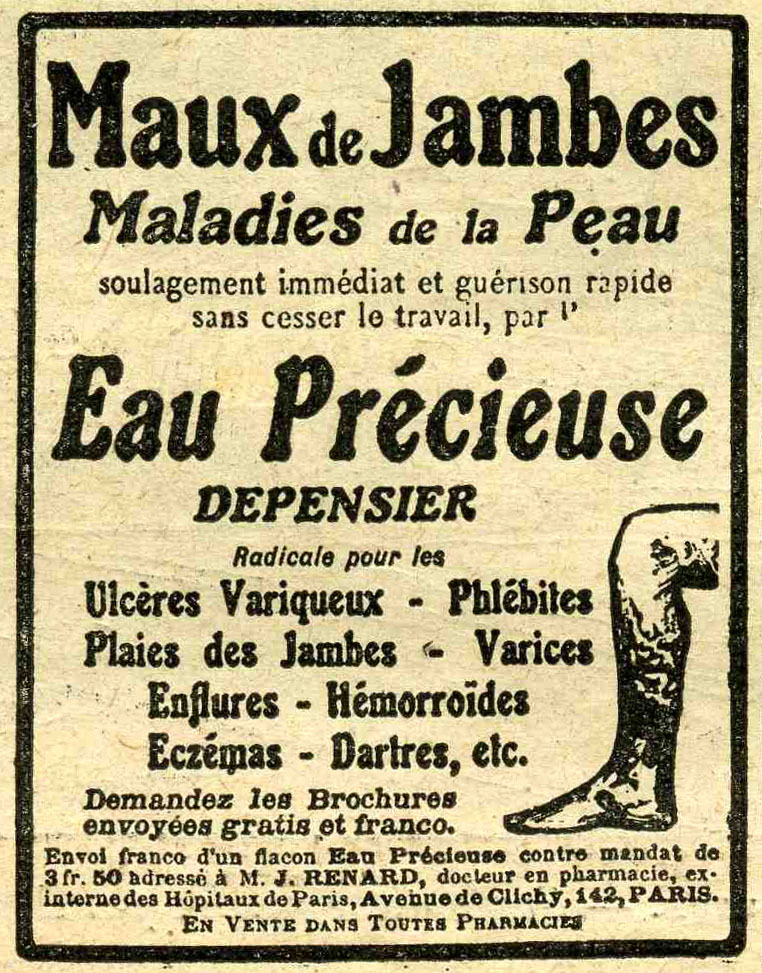
Publicité dans Le Pèlerin, 1913

Eau précieuse est une lotion qui est utilisée pour lutter contre l'acné, les points noirs et les boutons. Elle n'est plus vendue exclusivement en pharmacie, car elle n'a plus le statut de médicament.
Changement de formulation en 2019 : les ingrédients de la lotion pour application cutanée sont désormais : eau, alcool dénaturé, glycérine, acide salicylique, polysorbate 20, alcool, eucalyptol, extrait de feuille d'eucalyptus, menthol, hydroxyde de sodium, parfum.

## Historique
La lotion a été créée par Charles Depensier (Rouen, 29 octobre 1860 - Paris, 26 décembre 1929), pharmacien, en 1890. L'eau Depensier était indiquée pour la lutte contre les maladies de peau et les maux de jambe, car elle limitait l'excès de sébum. Rachetée par le laboratoire Charles Roux en 1927, la lotion accède au statut de médicament en 1942.
Sa formule a été plusieurs fois modifiée depuis sa création. À partir de 1970, elle est utilisée essentiellement pour le traitement de l'acné.
En 2001, elle redevient un produit cosmétique et abandonne le lysol, et, en 2004, les laboratoires Omega Pharma France la rachètent et la marque développe sur son nom une gamme de produits pour le nettoyage des peaux grasses et jeunes. Omega Pharma est à son tour racheté par Perrigo Pharma International en 2014.
Jusqu'en 2018-2019, les ingrédients de la lotion pour application cutanée étaient les suivants : eau, acide borique (antiseptique et antibactérien), acide salicylique (exfoliant), glycérine, acide tannique, propylène glycol, extrait de feuille d'eucalyptus, parfum, eucalyptol, menthol. Molécules actives : l'acide borique et l'acide salicylique.
"Eau précieuse" est une marque comportant une gamme complète de soins destinés aux peaux à imperfections (gamme Clearskin) et la "Lotion pour application cutanée" s'appelle désormais "Lotion Purifiante".